# 潘振承
潘振承（1714年—1788年），又名启，字逊贤，号文岩，福建省泉州府白礁乡栖栅社（今漳州市龙海区角美镇白礁村潘厝社）人，閩南當地人习惯称他潘启官，洋人即沿用這個叫法稱作「Puankhequa」，清朝广州巨商，十三行之一“同文行”的创始人、也是广州十三行的商总（即行商首领）。

## 生平
清康熙五十三年（1714年），潘启生于福建省泉州府同安县白礁乡栖栅社。其父潘乡是一个地道的农民，家庭较为贫苦。潘启是潘乡五个儿子中的老大。潘乡为供五个儿子在文圃书院（在今龙池岩，南宋大儒朱熹曾在此讲学）读书，潘乡早出晚归，勤劳作息，为少年时代的潘启树立了吃苦耐劳的榜样。当时，南明郑政权虽早已被削平，但漳州作为清政府与南明郑政权的主战场之一，经济受到严重冲击，加上清政府的迁界和连年的海禁，月港已走向衰落，漳州经济百废待兴。潘启从小勤劳好学，但为了分担父亲的重担，在雍正五年（1727年）解除海禁后，就开始辍学，到海边给人当船工，从此揭开了他传奇一生的序幕。
年輕時曾赴菲律宾並在马尼拉從事貿易。在馬尼拉，潘振承累積生平第一筆財富。潘振承在廣州創辦同文行（今廣州十三行路與文化公園之間的同文路），講求商譽，成為當時廣州首富之一。被授三品頂戴。潘振承于乾隆五十二年（1788年）病故于广州，后被葬在故里文圃山下（今漳州台商投资区灿坤工业园区）。逝世后，其第四子潘有度繼承父業。